# Brandy (Album)
Brandy ist das Debütalbum der US-amerikanischen R&B-Sängerin Brandy. Enthalten sind Hits wie I Wanna Be Down, Baby und Brokenhearted (feat. Wanyá Morris). Das Album wurde insgesamt 6 Millionen Mal verkauft.

## Produktion
Nachdem Brandy 1993 im Alter von 14 Jahren ihren ersten Plattenvertrag bei Atlantic Records unterzeichnete begann sie mit den Produzenten Keith Crouch und Darryl Williams an ihrem selbstbenannten Debütalbum zu arbeiten. Während Crouch die meisten Songs beisteuerte, schrieben unter anderem Rochad Holiday, Curtis Wilson und Kipper Jones. Norwood selbst schrieb drei Songs (I Dedicate-Trilogie). Außerdem griffen ihr Yo Yo, Queen Latifah, Wanyá Morris, Soulshock & Karlinnd und MC Lyte für diverse Remixe unter die Arme. Der damals noch unbekannte Robin Thicke ist die Backgroundstimme für die Mehrheit der Songs.

## Veröffentlichung und Kritik
Brandy wurde für zwei Grammys nominiert (Beste Rap Performance von einer Gruppe, Beste Weibliche R&B Performance). Der All Music Guide bezeichnet das Album unter anderem als cool und knusprig und ihre Stimme wird mit der von Janet Jackson und Mary J. Blige verglichen. Hinzu kamen Auszeichnungen wie der Billboard Music Award, MTV Video Music Award oder auch der Lady of Soul Train Award. Die Platte stieg unmittelbar in die Top 20 die US-amerikanischen Billboard-Charts und wurde vier Mal mit Platin prämiert. Während das Album ein Erfolg in den USA und in Australien war, stieg der Longplayer in Deutschland lediglich auf Platz 86 ein.

## Titelliste
| #   | Title                  |      |
| --- | ---------------------- | ---- |
| 1.  | Movin' on              | 4:27 |
| 2.  | Baby                   | 5:13 |
| 3.  | Best Friend            | 4:48 |
| 4.  | I Wanna Be Down        | 4:51 |
| 5.  | I Dedicate (Part I)    | 1:29 |
| 6.  | Brokenhearted          | 5:52 |
| 7.  | I'm Yours              | 4:01 |
| 8.  | Sunny Day              | 4:29 |
| 9.  | As Long As You're Here | 4:45 |
| 10. | Always on My Mind      | 4:06 |
| 11. | I Dedicate (Part II)   | 0:55 |
| 12. | Love Is on My Side     | 5:09 |
| 13. | Give Me You            | 4:25 |
| 14. | I Dedicate (Part III)  | 1:01 |

## Charts
| Land                                  | Chartermittler | Höchstposition | Auszeichnung | Verkäufe  |
| ------------------------------------- | -------------- | -------------- | ------------ | --------- |
| Australien                            | ARIA           | 26             |              | 5,000+    |
| Kanada                                | CRIA           | 11             | Gold         | 100,000+  |
| Deutschland                           | Media Control  | 86             |              | 1,000+    |
| U.S. Billboard 200                    | Billboard      | 20             | 4× Platinum  | 4,000,000 |
| U.S. Billboard Top R&B/Hip-Hop Albums | Billboard      | 6              | 4× Platinum  | 4,000,000 |

## Singles

### I Wanna Be Down
I Wanna Be Down ist die Debütsingle von Brandy und wurde von Keith Crouch und Kipper Jones geschrieben. Es wurde als die Leadsingle des Albums am 6. September 1994 veröffentlicht. Der Song erreichte auf Anhieb die Nummer 1 der US-R&B/Hip-Hop-Charts. Zu diesem Song wurden zwei Videos produziert: eines für die Human Rhythm Hip Hop Remix-Version mit Queen Latifah, MC Lyte & Yo Yo (Regie: Hype Williams) und eines für die Originalversion (Regie: Keith Ward). Hype Williams' Version gewann 1995 einen MTV Video Music Award. I Wanna Be Down erhielt für mehr als eine Million verkaufte CDs Platin.

### Baby
Baby ist die zweite Single von Brandy und wurde Keith Crouch, Kipper Jones, Rahsaan Patterson geschrieben und von Crouch geschrieben. Im Januar 1995 veröffentlicht erreichte der Song die Nummer eins der U.S. R&B/Hip-Hop-Charts und die Top Ten Neuseelands und der USA sowie die Top Twenty in Australien. Die Regie für das Musikvideo hatte Hype Williams. Der Titel erhielt für mehr als eine Million verkaufte Einheiten eine Platin-Auszeichnung. Baby war die erfolgreichste Single aus Brandy.

### Best Friend
Best Friend ist ein R&B/Pop-Song geschrieben von Glenn McKinney und Keith Crouch und war die dritte Auskopplung der Debüt-CD Brandy. Sie erreichte lediglich Platz 7 der U.S. R&B/Hip-Hop-Charts, Platz 34 in den Vereinigten Staaten und Platz 11 in Neuseeland. Der Song wurde 2001 von der Electronica/Dance-Gruppe Groove Armada gecovert und My Friend umbenannt.

### Brokenhearted
Brokenhearted, die letzte Single aus dem Album, ist eine von Keith Crouch, Glenn McKinney und Wanyá Morris geschriebene R&B/Soul-Ballade. Obwohl nicht auf dem Album vertreten veröffentlichte man eine Remixversion featuring Wanyá Morris von den Boyz II Men um wieder die Top Ten zu erreichen. Die Remixversion erschien auch auf dem Boyz II Men Album The Remixes unter dem Namen Brokenhearted (Soul Power Groove Mix). Der Song erreichte die Top Ten der R&B/Hip-Hop Charts, Neuseelands und der USA und wurde für 0,5 Millionen verkaufte Singles mit Gold ausgezeichnet.